# Rotating Wave Approximation
Der englische Begriff rotating wave approximation (RWA, dt. Drehwellennäherung) bezeichnet eine Näherungsmethode der Quantenoptik. In dieser Näherung werden die Einflüsse schnell rotierender Terme im Hamilton-Operator eines Systems vernachlässigt. Schnell bedeutet in diesem Zusammenhang schnell im Vergleich zu den Lebensdauern atomarer Zustände. Die Drehwellennäherung wird in zahlreichen Modellen angewandt, wie z. B. im Jaynes-Cummings-Modell, in Bewegungsgleichungen der Dichtematrix beim optischen Pumpen, zum Lösen des Rabi-Problems oder bei magnetischen Resonanzphänomenen.
Sie ist gerechtfertigt, solange das System einer nur vergleichsweise schwachen Störung unterliegt. Außerdem muss die Frequenz des Lichtfeldes {\displaystyle \omega _{L}} nahe der atomaren Resonanzfrequenz {\displaystyle \omega _{a}} liegen bzw. die Verstimmung klein gegen die atomare Resonanzfrequenz sein:
{\displaystyle \Delta \omega :=\left|\omega _{a}-\omega _{L}\right|\ll \left|\omega _{a}+\omega _{L}\right|\approx 2\omega _{\mathrm {a} }}
Der Name der Näherung stammt vom Übergang in ein mit der Lichtfrequenz {\displaystyle \omega _{L}} rotierendes Bezugssystem, in dem der Blochvektor des mit dem Licht wechselwirkenden Atoms im Falle exakter Resonanz nicht mehr präzediert. Dann können die Einflüsse der schnell rotierenden Terme vernachlässigt werden.

## Herleitung
Dieser Abschnitt behandelt die Wechselwirkungen zwischen einem Atom, das als Zwei-Niveau-System angesehen wird, und einem elektromagnetischen Feld. Sowohl das Atom als auch das Photon werden in zweiter Quantisierung beschrieben.

### Hamiltonian ohne Wechselwirkung
Der Hamilton-Operator des Gesamtsystems beinhaltet einen Anteil {\displaystyle H_{0}}, der das Atom und die Photonen jeweils einzeln und ohne Wechselwirkung beschreibt:
{\displaystyle H_{0}=\hbar \omega _{a}\sigma ^{+}\sigma ^{-}+\hbar \omega _{L}a^{\dagger }a}
Hierbei ist {\displaystyle \hbar \omega _{a}} die Energiedifferenz zwischen dem Grundzustand {\displaystyle |g\rangle } und dem angeregten Zustand {\displaystyle |e\rangle } des Atoms. {\displaystyle \hbar \omega _{L}} ist die Energie des Photons. {\displaystyle \sigma ^{+}=|e\rangle \langle g|} und {\displaystyle \sigma ^{-}=|g\rangle \langle e|} sind die Auf- und Absteigeoperatoren des Atoms und {\displaystyle a^{\dagger }} und {\displaystyle a} die bosonischen Erzeugungs- und Vernichtungsoperatoren für Photonen.

### Beschreibung der Wechselwirkung
Zusätzlich zu {\displaystyle H_{0}} gibt ein Hamiltonian {\displaystyle H_{\mathrm {int} }} Aufschluss über die Wechselwirkungen zwischen Photon und Atom. Dieser setzt sich aus dem Dipol-Operator {\displaystyle {\vec {d}}} und dem elektrischen Feldvektor {\displaystyle {\vec {E}}} mit der Polarisation {\displaystyle {\vec {\epsilon }}} zusammen.
{\displaystyle {\vec {E}}={\vec {\epsilon }}\underbrace {\sqrt {\frac {\hbar \omega _{L}}{\epsilon _{0}V}}} _{E_{0}}\left(a^{\dagger }+a\right)}
Damit lässt sich der Wechselwirkungs-Hamiltonian schreiben als:
{\displaystyle {\begin{aligned}H_{\mathrm {int} }&=-{\vec {d}}\cdot {\vec {E}}\\&=-dE_{0}\left(\sigma ^{+}+\sigma ^{-}\right)\cdot \left(a^{\dagger }+a\right)\\&=-dE_{0}\left(\sigma ^{+}a^{\dagger }+\sigma ^{+}a+\sigma ^{-}a^{\dagger }+\sigma ^{-}a\right)\end{aligned}}}
Aufgrund von Paritätsüberlegungen wurde hier angenommen, dass {\displaystyle \langle e|{\vec {d}}|e\rangle =0=\langle g|{\vec {d}}|g\rangle }. Das Übergangs-Dipolmoment {\displaystyle {\vec {d}}_{eg}=\langle e|{\vec {d}}|g\rangle } ist reellwertig angenommen, und {\displaystyle d={\vec {d}}_{eg}\cdot {\vec {\epsilon }}} ist seine Projektion auf den Polarisationsvektor.
Die Zeitentwicklung eines quantenmechanischen Operators {\displaystyle A} wird im Wechselwirkungsbild durch den Zeitentwicklungsoperator {\displaystyle U_{0}(t)=\exp[-{\rm {i}}H_{0}t/\hbar ]} des „freien“ Systems (ohne Wechselwirkung) bestimmt:
{\displaystyle A(t)=U_{0}^{\dagger }(t)A(0)U(t)}
Mit der Baker-Campbell-Hausdorff-Formel ergibt sich dann folgende Zeitentwicklung der Auf-, Absteiger- sowie Erzeugungs- und Vernichtungsoperatoren:
{\displaystyle {\begin{aligned}a(t)&=a(0)\,e^{-i\omega _{L}t}\\a^{\dagger }(t)&=a^{\dagger }(0)\,e^{+i\omega _{L}t}\\\sigma ^{-}(t)&=\sigma ^{-}(0)\,e^{-i\omega _{a}t}\\\sigma ^{+}(t)&=\sigma ^{+}(0)\,e^{+i\omega _{a}t}\end{aligned}}}
Diese zeitabhängigen Operatoren setzt man in obige Gleichung für den Wechselwirkungs-Hamiltonian ein (die Nullen in Klammern werden zur Übersichtlichkeit nicht mehr explizit geschrieben).
{\displaystyle H_{\mathrm {int} }(t)=-dE_{0}\left(\sigma ^{+}a^{\dagger }\,e^{i\left(\omega _{a}+\omega _{L}\right)t}+\sigma ^{+}a\,e^{i\left(\omega _{a}-\omega _{L}\right)t}+\sigma ^{-}a^{\dagger }\,e^{i\left(-\omega _{a}+\omega _{L}\right)t}+\sigma ^{-}a\,e^{-i\left(\omega _{a}+\omega _{L}\right)t}\right)}
Mit dieser Wechselwirkung wird nun die Zeitentwicklung des Zustands berechnet (zeitabhängige Schrödingergleichung)
{\displaystyle {\rm {i}}\hbar {\frac {\rm {d}}{{\rm {d}}t}}|\psi (t)\rangle =H_{\mathrm {int} }(t)|\psi (t)\rangle }
Für eine schwache Kopplung (Störung) zwischen Atom und elektromagnetischem Feld darf man annehmen, dass sich der Zustand {\displaystyle \psi (t)} als Funktion der Zeit langsam ändert (auf der Zeitskala {\displaystyle 1/\omega _{a}}). Man vernachlässigt dabei Effekte in starken Feldern, die etwa eine mögliche Entartung von Niveaus aufheben könnten.
Die Stärke der Kopplung lässt sich mit einer Kopplungskonstanten {\displaystyle g} ausdrücken, die deutlich kleiner als die Frequenz des elektromagnetischen Feldes {\displaystyle \omega _{L}} sein muss, damit die Näherung sinnvoll bleibt.
{\displaystyle g=-{\frac {dE_{0}}{\hbar }}\,,\qquad |g|\ll \omega _{L}}

### Durchführen der Näherung

Bahn des Bloch-Vektors zwischen Grund- und angeregtem Zustand eines Atoms mit (blau) und ohne (grün) der Näherung, wobei das EM-Feld in Resonanz mit der Übergangsfrequenz des Atoms ist.

Die Rotating Wave Approximation besteht nun darin, die schnell oszillierenden Terme in {\displaystyle H_{\mathrm {int} }(t)} mit {\displaystyle \pm \left(\omega _{a}+\omega _{L}\right)t} im Exponenten der {\displaystyle e}-Funktion zu vernachlässigen:
{\displaystyle H_{\mathrm {int} }(t)\approx -dE_{0}\left(\sigma ^{+}a\,e^{i\left(\omega _{a}-\omega _{L}\right)t}+\sigma ^{-}a^{\dagger }\,e^{i\left(-\omega _{a}+\omega _{L}\right)t}\right)}
Hierzu argumentiert man, dass diese Oszillationen sich vergleichsweise schnell zu {\displaystyle 0} wegmitteln, sodass sie auf Zeitskalen der relevanten Prozesse wie atomarer Übergänge oder Zerfällen von Zuständen nicht von Bedeutung sind. In der letzten Gleichung des vorherigen Abschnitts enthalten die vernachlässigten Terme (erster und letzter Summand) die Operatorprodukte {\displaystyle \sigma ^{+}a^{\dagger }} und {\displaystyle \sigma ^{-}a}, die einer Anregung des Atoms bei gleichzeitiger Erzeugung eines Photons bzw. dem Relaxieren des Atoms in den Grundzustand bei gleichzeitiger Absorption eines Photons entsprechen. Diese Prozesse spielen nur auf sehr kurzen Zeitskalen eine Rolle. Es bleiben in der Rotating Wave Approximation nur diejenigen Prozesse übrig, in denen ein Atom durch Absorption eines Photons angeregt wird ({\displaystyle \sigma ^{+}a}) oder ein Photon emittiert und dabei in den energetisch tieferen Zustand springt ({\displaystyle \sigma ^{-}a^{\dagger }}).
Bezieht man die schnell rotierenden Terme in einer genaueren Rechnung mit ein, erhält man Korrekturen, die beispielsweise die Frequenz einer Spinresonanz verschieben (Bloch-Siegert-Effekt).